# Serguéi Paradzhánov
Serguéi Paradzhánov (armenio: Սարգիս Հովսեփի Փարաջանյան, Sargís Hovsepi Paradzhanián; georgiano: სერგეი (სერგო) ფარაჯანოვი; en ucraniano: Сергій Йосипович Параджанов; en ruso: Сергей Иосифович Параджанов, Serguéi Iósifovich Paradzhánov; pronunciado Paradzhánov o Paradjánov) (Tiflis, Georgia, 9 de enero de 1924—Ereván, Armenia, 20 de julio de 1990) fue un director de cine armenio ucraniano y artista, reconocido como uno de los grandes maestros del cine del siglo XX.

## Trayectoria
Aunque su carrera cinematográfica empieza en 1954, Paradzhánov renegó posteriormente a todo su trabajo anterior a 1964, diciendo que era basura. Después de dirigir Teni zabýtyj prédkov (en ruso) o Tini zabútij prédkiv (en ucraniano) (Sombras de los ancestros olvidados, renombrada Caballos salvajes de fuego o Corceles de fuego, para la mayoría de las distribuidoras foráneas), Paradzhánov se convirtió en una celebridad internacional, así como en objeto de los ataques del sistema. Casi todos sus proyectos entre 1965 y 1973 fueron prohibidos, desechados o cerrados por las administraciones cinematográficas soviéticas, tanto por las locales de Kiev y Ereván, como por la federal (llamada Goskinó), hasta que fue arrestado a finales de 1973 bajo los cargos de violación, homosexualidad y cohecho. Paradzhánov estuvo en prisión hasta 1977, año en que fue liberado (a falta de 11 meses y 18 días para cumplir su condena, gracias a las peticiones de varios artistas).

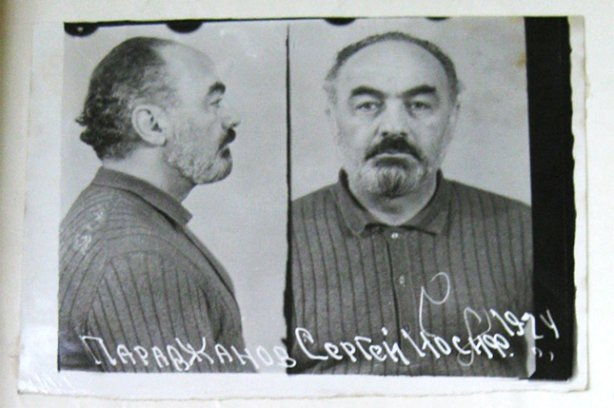
Archivo policial de Serguéi Paradzhánov.

Incluso después de su puesta en libertad (aunque sería encarcelado otra vez en 1982) fue mal visto en el cine soviético. No sería hasta mediados de la década de 1980, cuando el clima político se hizo más suave, que Paradzhánov pudo volver a dirigir. A pesar de ello, necesitó del apoyo de su amigo y actor georgiano David Abashidze y otros amigos del mundo artístico para poder ver sus últimas películas autorizadas.
Su salud había empeorado tras los cuatro años en el campo de prisioneros y 9 meses en una prisión de Tiflis. Murió en 1990 a causa de un cáncer de pulmón, justo cuando después de casi 20 años de supresión, le era permitido enseñar sus películas en festivales internacionales.

### Primeros años y primeras películas
Paradzhánov nació de padres (Iósif Paradzhánov y Siranush Bezhánova) armenios, artistas en Tiflis, Georgia. En su infancia tuvo acceso al arte desde temprana edad. En 1945, Paradzhánov se traslada a Moscú e ingresa en el VGIK, una de las más antiguas y más respetadas escuelas de dirección cinematográfica de Europa, estudiando bajo la tutela de los directores Ígor Sávchenko y Aleksandr Dovzhenko.
En 1948, fue acusado de haber tenido relaciones homosexuales (que eran ilegales en la URSS) con el agente del KGB Nikolái Mikava en Tiflis. Fue sentenciado a cinco años de cárcel aunque sería amnistiado tres meses después.
En 1950, Paradzhánov se casó con su primera mujer Nigyar Kerímova en Moscú. Ella provenía de una familia musulmana tártara y se convirtió a la Iglesia Ortodoxa para casarse con Paradzhánov, lo que le traería fatales consecuencias, al ser asesinada por sus parientes poco después a causa de esta conversión. A raíz de este trágico acontecimiento, Paradzhánov se trasladaría a Kiev, Ucrania. Allí produjo varios documentales (Dumka, Manos Doradas, Natalia Uzhvy) y varios filmes narrativos: Andriesh (basado en el cuento del escritor moldavo Emilián Búkov), El tipo superior (un musical sobre las granjas colectivas), Rapsodia ucraniana (un melodrama de tiempos de guerra), y Flor en la piedra (sobre un culto religioso que se infiltra en una ciudad minera del Donbás). Aprendió ucraniano y se volvió a casar en 1956 con Svitlana Ivánivna Scherbatiuk). Con Scherbatiuk tuvieron un hijo, Surén, en 1958.

### Ruptura con el realismo socialista
La primera película de Tarkovski, La infancia de Iván tuvo un enorme impacto para el autodescubrimiento de la genialidad de Pardzhánov como cineasta (después la influencia sería mutua, incluso serían amigos íntimos). En 1964, abandonó el realismo socialista dirigiendo la poética Sombras de los ancestros olvidados (Corceles de fuego), la primera película en la que tenía todo el control creativo y que ganó varios premios internacionales. Al contrario que su siguiente película, El color de las granadas —con su musa, Sofikó Chiaureli— fue bastante bien recibida por las autoridades soviéticas. El Consejo Editorial de Goskinó de Ucrania la alabó por "haber sabido plasmar en el lenguaje cinematográfico la calidad poética y la profundidad filosófica del cuento de Myjailo Kotsiubynsky", llamando a la película "brillante éxito creativo de los Estudios cinematográficos Dovzhenko.” 
Moscú incluso se avino a la petición del Goskinó ucraniano de no doblar la película al ruso de cara a la proyección en toda la Unión para que no se perdiera su característico aroma ucraniano. (El doblaje al ruso era una práctica habitual en las películas soviéticas no rusas cuando eran distribuidas fuera de su república de origen.) La película se hizo famosa en el mundo entero debido a la auténtica recreación de Paradzhánov de un mundo olvidado de los hutsules (la historia tiene lugar en los Cárpatos ucranianos, completamente ajenos a la audiencia occidental). Del mismo modo, su uso de los colores vestuario, música y trabajo de cámara era esencial tanto para contar la historia como para intimidar al espectador.
Poco después, Paradzánov abandonaría Kiev para trasladarse a Armenia. En 1968, se embarcó en la filmación de Sayat Nová, para muchos su obra maestra, dedicada al poeta armenio Sayat-Nová, a pesar de haber sido realizada en difíciles condiciones y con un reducido presupuesto. Los censores soviéticos intervinieron y la prohibieron inmediatamente por su supuestamente contenido inflamable. Paradzhánov la reeditó y la renombró como El color de las granadas. Paradzhánov produjo una extraña película representando una inmersión en la mente artística, como diría el crítico Alekséi Korotyukov: "Paradzhánov hacía películas no sobre como son las cosas, sino como serían si él hubiese sido Dios."

### Encarcelamiento y trabajo posterior
En diciembre de 1973, las autoridades soviéticas incrementaron sus sospechas acerca de las inclinaciones subversivas de Pardzhánov (particularmente, su bisexualidad) y lo sentenciaron a cinco años en un campo de trabajo en Siberia por "la violación de un miembro del Partido Comunista, y la propagación de pornografía". Tres días antes de que fuera sentenciado, Andréi Tarkovski escribió una carta al Comité central del Partido Comunista de Ucrania, afirmando: "En los diez últimos años Serguéi Paradzhánov solo ha realizado dos películas, Sombras de los ancestros olvidados y El color de las granadas. Han influido primero en el cine de Ucrania, segundo en el del país entero, y tercero, en el del mundo. Artísticamente, hay poca gente en el mundo entero que pudiese reemplazar a Paradzhánov. Él es culpable, culpable de su singularidad. Nosotros somos culpables de no pensar en él a diario y de alcanzar a comprender el significado de un maestro."

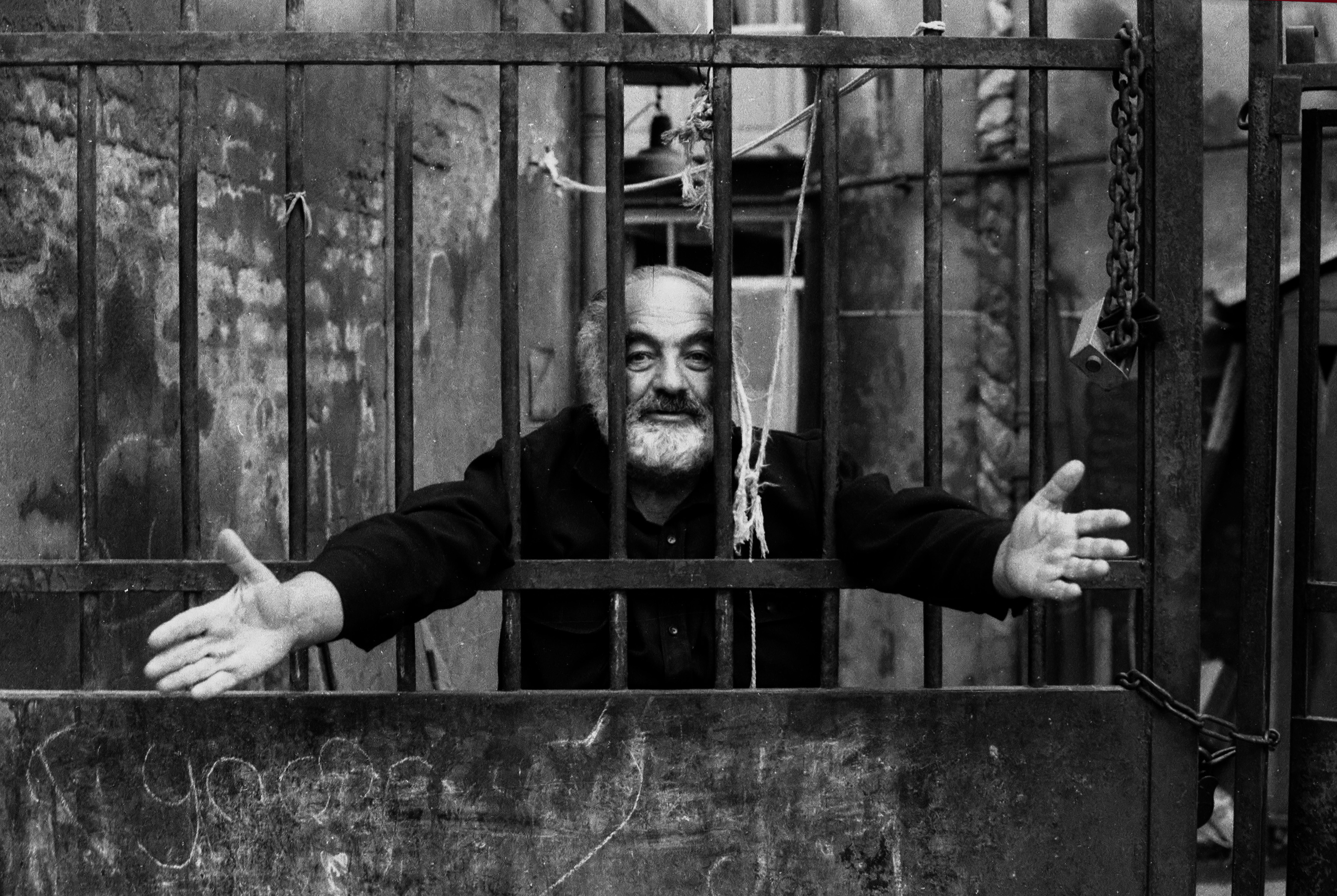
Paradzhánov en 1984.

Un ecléctico grupo de artistas, cineastas y activistas protestó en apoyo de Paradzhánov, aunque con poco resultado (entre ellos, Yves Saint-Laurent, Françoise Sagan, Jean-Luc Godard, François Truffaut, Luis Buñuel, Federico Fellini, Michelangelo Antonioni, Andréi Tarkovski y Mijaíl Vartánov). Paradzhánov cumplió 4 años y 11 días de su sentencia de cinco años, agradeciendo su liberación temprana a los esfuerzos del poeta y novelista surrealista francés Louis Aragon, la escritora francesa de origen ruso Elsa Triolet (mujer de Aragon), y al escritor estadounidense John Updike. Su liberación fue oficiada por Leonid Brézhnev, Secretario General del Partido Comunista de la Unión Soviética, presumiblemente como consecuencia del encuentro del secretario general con Aragon y Triolet en el Teatro Bolshói en Moscú. Al preguntarle el Secretario si le podía servir de alguna ayuda, Aragon, pidió la liberación de Paradzhánov, que sería efectiva en diciembre de 1977.
Mientras estuvo encarcelado, Paradzhánov produjo un gran número de esculturas en miniatura (algunas de las cuales se han perdido) y unos ochocientos dibujos y composiciones, muchos de los cuales se exhibieron posteriormente en Ereván, donde está permanentemente situado el museo Paradzhánov. El museo fue abierto en 1991, un año después de la muerte de Paradzhánov, y alberga más de doscientas de sus obras, así como varios muebles de su casa de Tiflis. Sus esfuerzos en el campo fueron repetidamente impedidos por los guardias, que lo privaban de materiales y lo llamaban loco, hasta que llegó una carta de Moscú admitiendo, que "el Director tiene mucho talento"."
Tras su vuelta a Tiflis, los censores soviéticos lo vigilaban de cerca, impidiéndole continuar con sus proyectos cinematográficos y orientándolo hacia las labores artísticas que había desarrollado durante su tiempo en el campo. Creó collages extraordinariamente intrincados y una gran colección de dibujos abstractos, además de más muñecos y extraños vestidos.
En febrero de 1982, Paradzhánov fue nuevamente encarcelado, bajo el cargo de cohecho, coincidiendo con su regreso a Moscú con ocasión del estreno de una obra conmemorando a Vladímir Vysotski en el Teatro Taganka, siendo apresado mediante engaños. Fue liberado en menos de un año con su salud severamente perjudicada. En 1984, la suavización del régimen de la Unión Soviética permitió a Paradzhánov continuar su labor cinematográfica. Con el apoyo de varios intelectuales georgianos, filmó La leyenda de la fortaleza de Suram (ganadora de multitud de premios), basada en la novela de Daniel Chonkadze, su primera vuelta al cine desde Sayat Nová, estrenada quince años antes. En 1988, Paradzhánov realizó otra película ampliamente premiada, Ashik Kerib, basada en una historia de Mijaíl Lérmontov. Es la historia de un juglar errante que proviene de la cultura azerí. Paradzhánov dedicó la película a su íntimo amigo Andréi Tarkovski y "a los niños de todo el mundo".
Paradzhánov se dedicó entonces a un proyecto que resultó ser demasiado monumental para el estado de su salud. Murió de cáncer en Ereván, Armenia, el 20 de julio de 1990, a los 66 años, dejando su última obra La confesión, incompleta. Ha sobrevivido en su negativo original como Paradzhánov: La última primavera, editada por su amigo Mijaíl Vartánov en 1992. Dejó también un libro de memorias titulado igualmente La confesión.
Entre las personalidades que lamentaron su fallecimiento cabe contar a Federico Fellini, Tonino Guerra, Francesco Rosi, Alberto Moravia, Giulietta Masina, Marcello Mastroianni y Bernardo Bertolucci.

## Valor e influencia

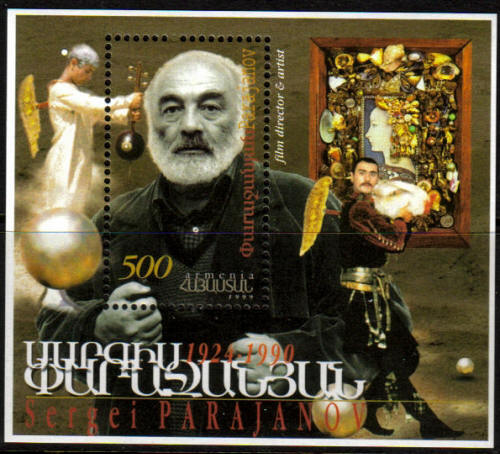
Sello conmemorativo armenio de 1999.

Paradzhánov inventó su propio estilo cinematográfico. Su obra es extremadamente poética, artística y visionaria. Al no encuadrarse su obra en las reglas del realismo socialista (el único estilo artístico permitido por las autoridades de la URSS), y debido a sus posturas polémicas, las autoridades del cine le denegaron el permiso para rodar en diversas ocasiones.
A pesar de haber estudiado cine en el prestigioso VGIK, descubrió su genio cinematográfico solo después de ver la ensoñadora obra de Tarkovski, La infancia de Iván. También admiraba a Pasolini. Paradzhánov tuvo muchos admiradores, entre ellos Orson Welles (otro artista singular aunque muy diferente en estilo), su propia visión no atrajo a muchos seguidores. "Cualquiera que intente imitarme está perdido", dijo una vez. A pesar de ello, existen directores como Theo Angelopoulos y Béla Tarr, que comparten la visión de Paradzhánov sobre el cine como un medio visual opuesto a las herramientas narrativas como la literatura.

## Filmografía
| Año       | Título aproximado en castellano         | Título original                 | Romanización               | Notas                                                                                |
| --------- | --------------------------------------- | ------------------------------- | -------------------------- | ------------------------------------------------------------------------------------ |
| 1951      | Cuento moldavo                          | ruso Молдавская сказка          | Moldávskaya Skazka         | Corto de examen. Perdido.                                                            |
| 1954      | Andriesh                                | ruso Андриеш                    | Andriesh                   | Codirigida con Yákov Bazelián. Reedición ampliada de Cuento moldavo.                 |
| 1958      | Dumka                                   | ruso Думка                      | Dumka                      | Documental.                                                                          |
| 1958      | El primer chico                         | ruso Первый парень              | Pervy paren                |                                                                                      |
| 1959      | Natalya Ushvi                           | ruso Наталия Ужвий              | Natalia Uzhvi              | Documental.                                                                          |
| 1960      | Manos doradas                           | ruso Золотые руки               | Zolotye ruki               | Documental.                                                                          |
| 1961      | Rapsodia ucraniana                      | ruso Украинская рапсодия        | Ukraínskaya rapsódiya      |                                                                                      |
| 1962      | Flor sobre la piedra                    | ruso Цветок на камне            | Tsvetok na kamne           |                                                                                      |
| 1964      | Sombras de los ancestros olvidados      | ucraniano Тіні забутих предків  | Tini zabútyj prédkiv       |                                                                                      |
| 1965      | Frescos de Kiev                         | ruso Киевские фрески            | Kíevskie Freski            | Prohibida en la preproducción. Se conservan 15 minutos de ensayos.                   |
| 1967      | Hakop Hovnatanian                       | armenio Հակոբ Հովնաթանյան       | Hakob Hovnatanián          | Documental. Corto.                                                                   |
| 1968      | El color de las granadas (o Sayat Nová) | armenio Սայաթ-Նովա              | Sayat Nová                 |                                                                                      |
| 1968      | Niños a Komitas                         | armenio Երեխաներ Կոմիտասին      | Yerejaner Komitasin        | Documental para UNICEF. Perdido (?).                                                 |
| 1984      | La leyenda de la fortaleza de Suram     | georgiano ამბავი სურამის ციხისა | Ambavi Suramis tsikhisa    |                                                                                      |
| 1985      | Arabescos sobre el tema Pirosmani       | ruso Арабески на тему Пиросмани | Arabeski na temu Pirosmani | Documental. Corto.                                                                   |
| 1988      | Ashik Kerib                             | georgiano აშიკი ქერიბი          | Ashiki Keribi              |                                                                                      |
| 1989-1990 | La confesión                            | armenio Խոստովանանք             | Jostovanank                | Inacabado, el negativo original sobrevive en Paradzhánov: La última primavera (1992) |

## Guiones

### Producidos y parcialmente producidos
- Sombras de los ancestros olvidados (Тіні забутих предків, 1964, coescrita con Iván Chendéi, basada en la novela de Myjailo Kotsiubynsky)
- Frescos de Kiev (Киевские фрески, 1965)
- Sayat Nová (Саят-Нова, 1968, guion de producción de El color de las granadas)
- La confesión (Исповедь, 1969-1989)
- Estudios sobre Vrúbel (Этюды о Врубеле, 1989, retrato del Kiev del periodo de Mijaíl Vrúbel, coescrito y dirigido por Leonid Osyka)
- El lago de los cisnes: La zona (Лебединое озеро. Зона, 1989, filmada en 1990, dirigida por Yuri Ilyenko, cinematógrafo de Sombras de los ancestros olvidados)

### Guiones sin producir y proyectos
- El palacio durmiente (Дремлющий дворец, 1969, basado en el poema de Aleksandr Pushkin La fuente de Bajchisarái)
- Intermezzo (1972, basado en la historia corta de Myjailo Kotsiubynsky)
- Icarus (Икар, 1972)
- El borde de oro (Золотой обрез, 1972)
- Ara el Hermoso (Ара Прекрасный, 1972, basado en el poema del poeta armenio del siglo XX Nairi Zarián sobre Ara el Hermoso)
- Demon (Демон, 1972, basado en el poema del mismo nombre de Mijaíl Lérmontov)
- El milagro de Odense (Чудо в Оденсе, 1973, vagamente basado en la vida y obras de Hans Christian Andersen)
- David de Sasún (Давид Сасунский, mediados de la década de 1980, basado en el poema épico armenio David de Sasún)
- El martirio de Shushanik (Мученичество Шушаник, 1987, basado en la crónica georgiana de Iakob Tsurtaveli)
- Los tesoros del Monte Ararat (Сокровища у горы Арарат)

Al margen de estos proyectos, tenía también planes para adaptar La canción de Hiawatha de Henry Wadsworth Longfellow, Hamlet de Shakespeare, Fausto de Goethe, el poema en eslavo antiguo Cantar de las huestes de Ígor, pero los guiones cinematográficos no fueron nunca completados.